# Copa del Rey 1907
Pátý ročník Copa del Rey (španělského poháru), který se konal od 24. března do  30. března 1907 za účastí pěti klubů.
Trofej získal potřetí ve své historii a obhájce minulých dvou ročníku Real Madrid, který porazil Club Vizcaya (společný tým Bilbaa a Unión Atlética Vizcaína) 1:0.